# Olof Åhlström
Olof Åhlström, ursprungligen Ericsson, född  14 augusti 1756 i Vårdinge församling, Södermanlands län, död 11 augusti 1835 i Stockholm, var ett svenskt krigsråd, organist, kompositör och musikförläggare.

## Biografi
Åhlström föddes 14 augusti 1756 på Åle i Vårdinge församling, Södermanlands län. Han var son till bonden Eric Olofsson och Anna Jönsdotter. Utöver att vara organist i Sankt Jacobs kyrka samt en produktiv, och av sin samtid högt skattad tonsättare, är Åhlström bland annat känd som förläggare för den första utgåvan av Bellmans Fredmans epistlar 1790. Åhlström och Bellman var även ordensbröder i Par Bricole. Åhlström var också medlem i Svenska Frimurare Orden, till vilken han har skrivit en del musik.
Åhlström utgav också mellan åren 1789 och 1834 tidskriften Musikaliskt Tidsfördrif, där bland annat musiken till många av de stycken som framfördes vid Kungliga teatern trycktes, samt drev Stockholms första nottryckeri.
Åhlström invaldes som ledamot nummer 93 av Kungliga Musikaliska Akademien den 19 november 1785, och var dess direktör 1803–1805.
Han tjänstgjorde parallellt med övrig verksamhet i Krigskollegium från 1779, och var krigsråd under åren 1805–1824.

## Kompositioner

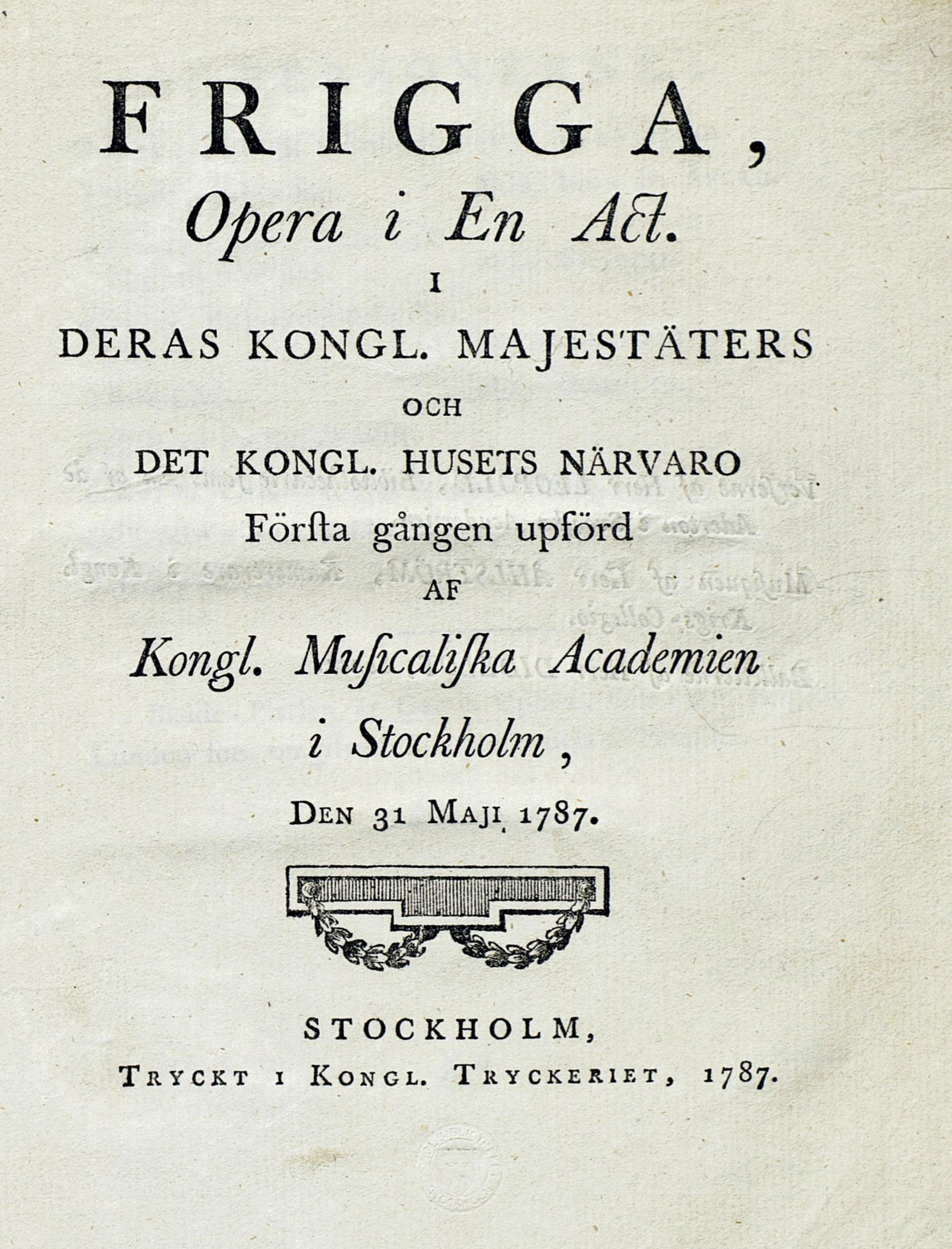
Titelbladet till operan Frigga (1787).

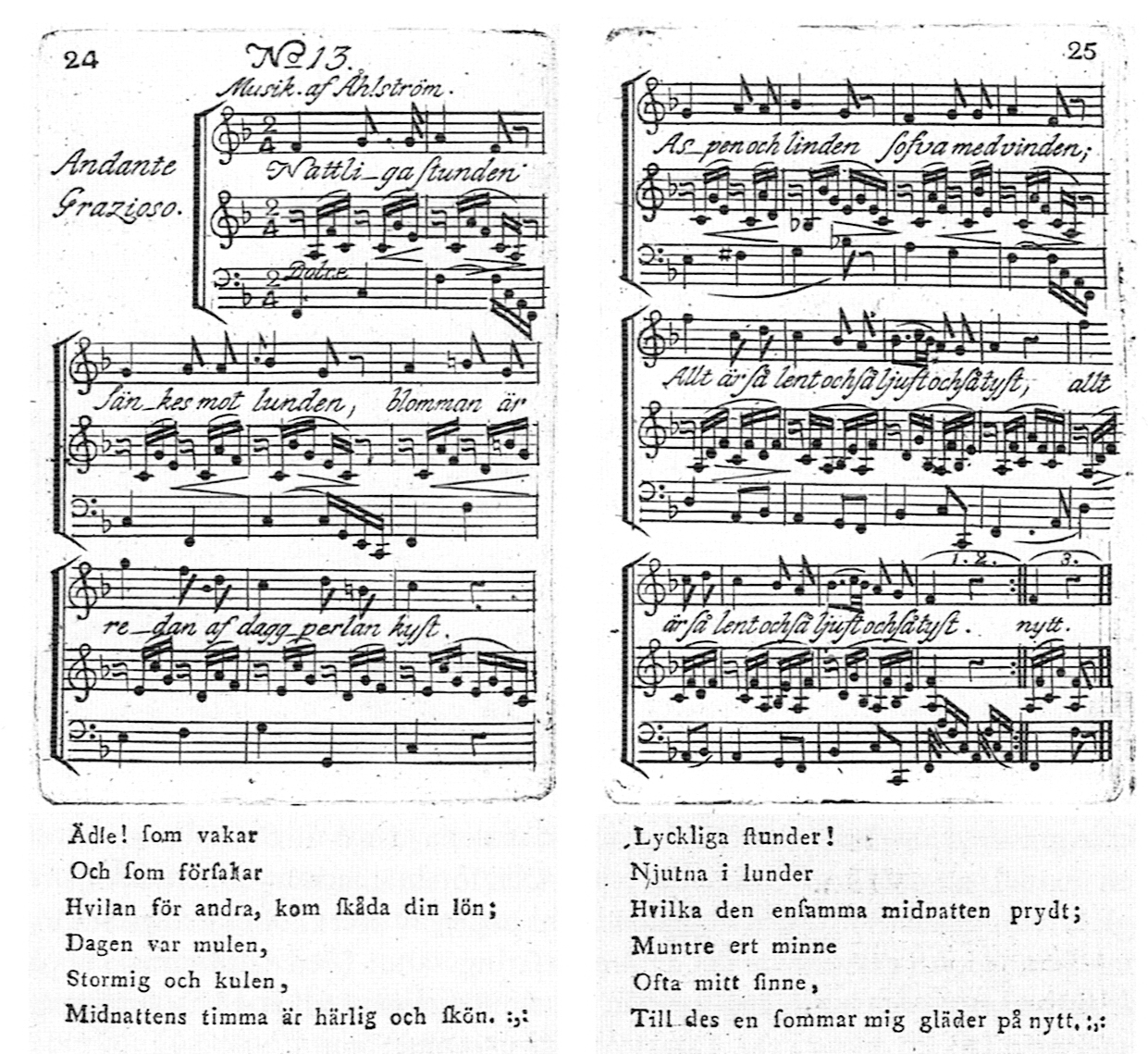
Sommarnatten. Text: Michael Choraeus. Musik: Olof Åhlström. Ur: Skaldestycken satte i musik. XI:13, 1803

- Leopold, Carl Gustaf af (1787). Frigga, opera i en act. I deras kongl. majestäters och det kongl. husets närvaro första gången upförd af kongl. musicaliska academien i Stockholm, den 31 maji 1787. Stockholm. Libris 16005939. http://urn.kb.se/resolve?urn=urn:nbn:se:kb:eod-2389454
- Arier utur comedien Tand-Doctorn. Stockholm: Kongl. Privilegerade Not-Tryckeriet. 1800. Libris 11655272
- Då rektoren vid trivials-skolan i Norrköping, H. H. mag :r J. A. Mecklin jordfästades, den 27 november 1803. Linköping, Groth och Petre. 1803. Libris 10280266
- Vid Christina Maria Lindboms jordfästning, i Linköpings domkyrka, långfredagen, 1803. Linköping, Groth och Petre. 1803. Libris 10280235
- Små claverstycken för nybörjare (reviderad upplaga:  Underrättelser 1803)
- Lenngren, Anna Maria (1876). Samlade skaldeförsök. Musik till Anna Maria Lenngrens skaldeförsök [Musiktryck]. Libris 1592862
- Sonata no 1 ur Quatre sonates pour le clavecin ou pianoforte avec l'accompagnement d'un violon, oeuvre 2. Stockholm: Autographus musicus. 1981. Libris 2837800
- Ur nattens vila väckt kantat på juldagen ur Kantater för årets högtidsdagar. [Västervik]: Rune Elmehed. 2003. Libris 8883799
- Musiken till Franz Michael Franzéns "Bordsvisa".

### Operor
- Frigga
- Tanddoktorn

#### Skådespelsmusik
- Den bedragne Bachan
- De begge Crispinerna eller Tvillingbröderna
- Eremiten eller Fadershjertat

### Orkesterverk
- Konsert för piano.

### Kammarmusikverk
- Op. 1 Tre klaversonater med violin, 1783
  - 1. Sonat för piano och violin (ad libitum) i C-dur
  - 2. Sonat för piano och violin (ad libitum) i F-dur
  - 3. Sonat för piano och violin (ad libitum) i A-dur

- Op. 2 Fyra violinsonater, 1784
  - 1. Sonat för piano och violin i B-dur
  - 2. Sonata för piano och violin i C-dur
  - 3. Sonata för piano och violin i d-moll
  - 4. Sonata för piano och violin i Ess-dur

### Pianoverk
- Allegretto i A-dur.
- Allegretto i C-dur.
- Allegro i F-dur.
- Andante i A-dur.
- Andante i B-dur.
- Andante i B-dur.
- Andante i G-dur.
- Andanto con moto i G-dur.
- Andantino i A-dur.
- Bagatell, Intermezzo i g-moll.
- Introduktion i c-moll.
- Marsch i C-dur.
- Marsch i c-moll
- Marsch i c-moll
- Marsch i d-moll.
- Marsch i Ess-dur.
- Marsch i F-dur.
- Pastoral i G-dur.
- Polonäs i C-dur.
- Rondeau i F-dur.
- [Sats i C-dur].
- [Sats i d-moll].
- [Sats i Ess-dur].
- [Sats i G-dur].
- [Sats i g-moll].
- Traditioner av svenska folkdanser.
- Två menuetter.

#### Sonater
- Op.3 Tre klaversonater, 1786
  - Sonat i D-dur op. 3:1.
  - Sonat i F-dur op. 3:2.
  - Sonat i Ess-dur op. 3:3.
- Sonat i Ess-dur.
- Sonat i Ess-dur.
- Sonat i D-dur.
- Op.4 Tre klaversonatiner, 1786
  - Sonatin i B-dur op. 4:1.
  - Sonatin i G-dur op. 4:2.
  - Sonatin i C-dur op. 4:3.

#### Variationer
- Tema av Boccherini med variationer i G-dur.
- Tema med variationer i C-dur.
- Tema med variationer i Ess-dur.
- Tema med variationer i c-moll.
- Andante grazioso av Pihlman med variationer i A-dur.
- Andante grazioso av Nauman med variationer i C-dur.
- Moderato av Åhlström, varierad av Grenzer i C-dur.

### Orgelverk
- Adagio i G-dur.
- Animoso id-moll.
- Fantasier (Enligt Nisser finns fem fantasier).
- Largo.
- Tempo gusto.

### Luta
- Alla polacka.

### Kyrkomusik
- Kantat. Uppförd vid Magnus Lehnbergs inträde i S:t Jacobs församling år 1802 såsom kyrkoherde.
- Kantat "Evige! Evige! Evige och gode ande!".
- Kantat till Mikaelidagen "Kom! för min fotapall".
- Kantat till juldagen "Med hjertats lof till dig".
- Kantat till juldagen ("På Sions murar hvilken fröjd".
- Kantat till juldagen "Ur nattens hvila väckt".
- Kantat till pingstdagen "Till Himlars härlighet".
- Kantat till påskdagen "Att smädelse och död för vår".
- Kantat till påskdagen "Dunkla skuggor".
- Kantat till påskdagen "Förtjust jag sjunger Frälsarns ära".
- Kantat till påskdagen "Hvad bilder för min syn". Uppförd i S:t Jacobs kyrka 1799.
- Koral "Gethsemane".
- Koral "Hör Syndaträl, hör till!".
- Koral "Fader wår som från det höga".
- Koral "I! som idag med heta tårar".
- Koral "Vad gör att hjertat hemligt lider".